# Peștera Uluce
Peștera Uluce este o arie protejată de interes național ce corespunde categoriei a IV-a IUCN (rezzervație naturală de tip speologic), situată în județul Argeș, pe teritoriul administrativ al comunei Dâmbovicioara.

## Descriere
Rezervația naturală declarată arie protejată prin Legea Nr.5 din 6 martie 2000 (privind aprobarea Planului de amenajare a teritoriului național - Secțiunea a III-a - zone protejate), este inclusă în Parcul Național Piatra Craiului și are o suprafață de 0,50 hectare.
Aria naturală reprezintă o cavitate (peșteră activă) cu mai multe galerii având o lungime totală de 236 m, străbătute de cursuri de apă, cu mici lacuri și cascade.